# Sozopol
Sozopol (bulharsky Созопол)je město na východě Bulharska, na břehu Černého moře. Žijí tu necelé 4 tisíce stálých obyvatel. V současnosti je významným turistickým střediskem.
Jedná se o správní středisko stejnojmenné obštiny v Burgaské oblasti.

## Historie
Město bylo ve starověku známo jako Apollonia, případně Apollonia Pontika. Jeho počátky spadají do 7. století př. n. l., kdy ho založili kolonisté z Mílétu.

## Obyvatelstvo
Ve městě žije 3 686 stálých obyvatel a je zde trvale hlášeno 4 876 obyvatel. Podle sčítáni 1. února 2011 bylo národnostní složení následující:
- Bulhaři: 8 889 (79.4 %)
- Romové: 1 678 (15.0 %)
- Turci: 523 (4.7 %)
- ostatní: 112 (1.0 %)